# Pierre Georges Jeanniot
Pierre Georges Jeanniot (født 2. juli 1848 i Genève, død 9. januar 1934 i Paris) var en fransk maler og raderer.
Pierre Georges Jeanniot var søn og elev af den franskfødte landskabs- og portrætmaler Pierre Alexandre Jeanniot. Han begyndte med at udstille landskaber som Skovinteriør (1872). Kendte værker af hans hånd er: Reservisternes ankomst (1882), La Signe de feu (1886, museet i Pau), Vieux ménage (1890, Alèsmuseet),  Les femmes (1896, Luxembourgmuseet), La présentation (Petit Palais, Paris 1902), La Grand-Mine (museet i Toulouse); mange portrætter. Hans mange raderinger (koldnål m. v.) omhandler blandt andet soldaterlivet; han har illustreret Victor Hugos De elendige (ved raderinger i hundredvis), Octave Mirbeau etc. På den franske udstilling 1918 i København sås Vinterlandskab.